# ホンジュラス関係記事の一覧
ホンジュラス関係記事の一覧（ホンジュラスかんけいきじのいちらん）は、Wikipediaに収録のホンジュラス関係記事の一覧である。
- ホンジュラス出身の人物についてはホンジュラス人の一覧を参照

## あ行
- イスラス・デ・ラ・バイア県 - バイーア諸島からなる県
- エスタディオ・オリンピコ・メトロポリターノ - サッカー競技場
- エスタディオ・ティブルシオ・カリアス・アンディーノ - サッカー競技場
- エル・ピタル山 - エルサルバドルとの国境にある山
- オリンピックのホンジュラス選手団
- オルメカ

## か行
- カリブ海 - 地理
- ガリフナ - ホンジュラスなどに居住する民族
  - ガリフナ音楽
  - ガリフナ語
- 国際連合中米監視団 - 1989年から1992年にかけてホンジュラスなど中央アメリカ5ヶ国で和平の推進に当たった平和維持活動
- ココ川
- コパン - 考古遺跡
- コマヤグア - 首都になったことがある都市
- コンキスタドール - スペインのアメリカ大陸征服者
  - エルナン・コルテス - スペイン人のコンキスタドール。1524年にホンジュラスを征服

## さ行
- サッカー戦争 - 1969年のエルサルバドルとの戦争
- サッカーホンジュラス代表
  - サッカーホンジュラス女子代表
  - U-23サッカーホンジュラス代表
- サン・ペドロ・スーラ - 経済の中心となっている都市
- スペインによるアメリカ大陸の植民地化#マヤ文明
- スワン諸島 - 地理
- 先コロンブス期#マヤ文明
- 先住アメリカ人の一覧

## た行
- 中央アメリカ大共和国 - 1896年から1898年にかけて存在した、ホンジュラス、ニカラグア、エルサルバドルによる連合
- 中央アメリカ連邦共和国 - 1824年から1839年にかけて存在した、のちのホンジュラスを含む国々で構成された国家
- 中米統合機構（中米共同市場） - ホンジュラスなど8カ国が加盟
- テグシガルパ - 首都
- トンコンティン国際空港

## な行
- ヌエバ・エスパーニャ - 16世紀前半から18世紀前半にかけてのスペイン帝国副王領。ホンジュラスを含む

## は行
- バイーア諸島 - カリブ海にあり、イスラス・デ・ラ・バイア県を構成する
- バナナ共和国 - ホンジュラスのようにバナナのプランテーション農業に頼る国家を指す用語
- プエルト・レンピラ - 都市
- プラテンセFC - サッカークラブチーム
- プンタ - ガリフナの音楽とダンスの形式の一つ
- プンタ・ロック- ガリフナの音楽の形式の一つ
- ホンジュラス
- ホンジュラス海軍艦艇一覧 - 軍事
- ホンジュラスサッカー連盟
- ホンジュラス・トップ50 - 音楽チャート
- ホンジュラスにおけるコーヒー生産
- ホンジュラスのイスラム教
- ホンジュラスの行政区画
- ホンジュラスの国章
- ホンジュラスの国歌
- ホンジュラスの国旗
- ホンジュラスの世界遺産
- ホンジュラスの大統領
- ホンジュラスの鉄道
- ホンジュラスの都市の一覧
- ホンジュラス・プロサッカー・ナショナルリーグ - サッカーリーグ
- ホンジュラス湾 - 地理

## ま行
- マヤ人
- マヤ文明
  - マヤ遺跡一覧
  - マヤ語族
  - マヤ神話
  - マヤ地域
- ミスキート族 - ホンジュラスとニカラグアに居住する民族
- ミナス山
- メスティーソ
- メソアメリカ - ホンジュラスなど中米とメキシコにまたがる地域
  - メソアメリカの編年 - メソアメリカの古代文明における考古学的な時代区分
    - 先古典期／形成期 - 原古典期 - 古典期 - 後古典期
- モタグァ川 - グアテマラとの国境をなす川

## や行
- 野球ホンジュラス代表
- ヤルメラ - 考古遺跡

## ら行
- ラ・セイバ - 都市
- ラモン・ビジェダ・モラレス国際空港
- リオ・プラタノ生物圏保護区 - 世界遺産
- レンカ - 先住民族
- レンピラ (通貨) - 通貨単位

## 記号・英数字
記号
- .hn - 国別コードトップレベルドメイン

数字
A-Z
- ICAO空港コードの一覧/M#MH - ホンジュラス - 空港コード
- ISO 3166-2:HN - 行政区分コード
- UNCAFカップ2009 - 2009年にホンジュラスで開催されたサッカーのカップ戦